# Hell of a Summer
Hell of a Summer è un film del 2025 diretto da Finn Wolfhard e Billy Bryk.

## Trama
Jason e Claire dirigono il campo estivo Camp Pineway con giovani collaboratori. Mentre si accingono a preparare l'area naturale per il prossimo campo estivo, di notte un killer mascherato inizia a mietere le sue vittime.

## Produzione
Il film, debutto alla regia di Billy Bryk, è stato annunciato nel luglio 2022. Successivamente, Fred Hechinger si è unito al cast ed ha lavorato anche come produttore dell'opera. La fonte d'ispirazione per il film è stato il film L'alba dei morti dementi di Edgar Wright. Le riprese principali sono iniziate in Ontario nel luglio 2022 e sono concluse il mese successivo.

## Distribuzione
Hell of a Summer è stato presentato in anteprima al Toronto International Film Festival il 10 settembre 2023.

## Accoglienza
Sull'aggregatore di recensioni Rotten Tomatoes ha un indice di gradimento del 50%, con un voto medio di 5,00 su 10 basato su 7 recensioni.